# SSI: Sex Squad Investigation
Pour les articles homonymes, voir SSI.
Pour plus de détails, voir Fiche technique et Distribution.
SSI: Sex Squad Investigation est un film britannique de série B réalisé par Thomas J. Moose, sorti en 2006 directement en vidéo.

## Synopsis
Le SSI team est envoyé sur la scène du crime.

## Fiche technique
- Titre : SSI: Sex Squad Investigation
- Réalisateur : Thomas J. Moose
- Scénario : Andy Sawyer
- Producteur : Thomas J. Moose, Andy Sawyer, Helen Travis
- Producteur exécutif : Michael Raso
- Société de production : Seduction Cinema
- Monteur : Thomas J. Moose
- Musique : Pink Delicates
- Format : Couleurs
- Durée : 1 h 7
- Langue : anglais
- Pays :  Royaume-Uni
- Lieu de tournage :
  - Manchester, Grand Manchester, Royaume-Uni
  - New York, État de New York, États-Unis
- Date de sortie :
  - États-Unis : 23 mai 2006

## Distribution
- John Paul Fedele : John Honeysuckle
- A. J. Khan : officier Katrina Lightbody
- Mckenzie Matthews : vice-présidente Selina Moon
- Angelina Havusinner : Charlotte Weaver
- Frank Bowdler : président Shrub
- Savannah Gold : Jessica Shrub
- Adrian Ottiwell : Peeping Tom
- Lenny Simmons : Simmons
- Andy Alfrick : Bob Jurunkle
- Les Caves : Hotel manager
- Thomas J. Moose : Mickey Honeysuckle
- Andy Sawyer : Lewis Kowalski, agent du FBI
- Lexi Martinez : la fille chrétienne
- Frankie Babe : la pom-pom girl
- Robyn Hunter : la femme de ménage
- Susie Best : Hooker
- Tony Uttley : Tony, le gars du labo
- Pete Smith : le médecin légiste #1
- Christopher Clark : le médecin légiste #2
- Rachel Travers : Paris Anderson
- Rob Taylor : le chef de la police
- Alan Pritchard : NYPD cop
- J. Arthur Houghtom : officier SSI
- Helen Travis : officier SSI
- Penelope Stoppit : officier SSI
- Arthur Cartel : officier SSI
- Goldie Gray : officier SSI
- Mark Venning
- Beth Roberts